# 岡田衣桜
岡田 衣桜（おかだ いお、2001年3月30日 - ）は、日本の子役である。本名同じ。
2019年3月までスマイルモンキーに所属していた。特技は漢検2級・乗馬・トランポリン。

## 出演

### TV
- 歌のおにいさん（2009年、テレビ朝日）
- 官僚たちの夏（2009年、TBS）
- JIN-仁-（2011年、TBS）
- なるほど!ハイスクール（2012年、日本テレビ）
- ピラメキーノ（2012年、テレビ東京） - Vシネ子役オーディション、ももクロ応援団Z、学校の怖いウワサ
- さんまのSUPERからくりTV（2012年、TBS）
- 女神のマルシェ WARM STYLE篇（2013年、日本テレビ）
- 女神のマルシェ サローネ篇（2013年、日本テレビ）

### CM
- オリエンタルランド「東京ディズニーリゾート 30周年ハピネスパレード篇」（2013年）
- 日本コカ・コーラ「ゴールドボトル篇」（2016年）

### 舞台
- 座・東京みかん みすゞさんあそぼうよ（2008年）
- 明治座 大奥（2010年）

### 映画
- 怪談レストラン（2010年）

### その他
- SKE48「アイシテラブル!個別握手会」イベント（2012年）